# Karl Samuelson

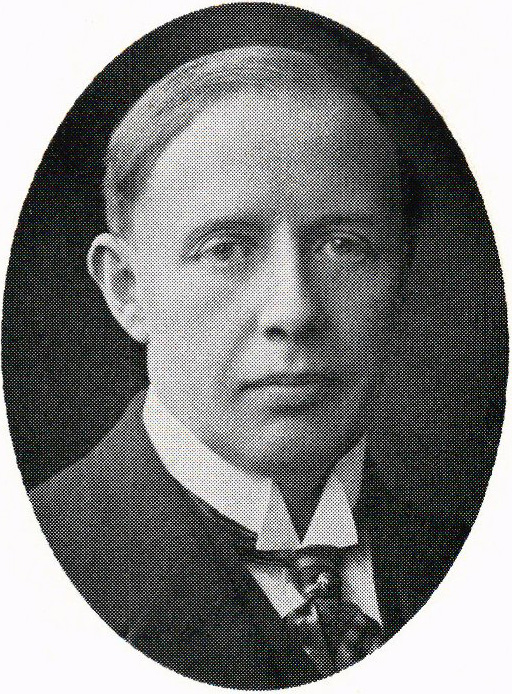
Karl Samuelson

Karl Mårten Emanuel Samuelson, född 10 november 1881 i Karlshamns församling, död 10 maj 1944 i Göteborgs Vasa församling, var en svensk arkitekt.

## Biografi
Efter examen från Kungliga Tekniska högskolan 1910 var Samuelsson verksam i Stockholm hos arkitekterna Erik Lallerstedt och Lars Israel Wahlman, fram till 1918 då han blev stadsplanearkitekt i Göteborg. År 1921 blev han förste stadsarkitekt i Göteborg stad, en befattning han innehade till sin död 1944.
1913 vann han första pris i tävlingen kring ombyggnaden av läroverksbyggnaden i Jönköping till rådhus, men förslaget realiserades aldrig. 1916 delade han första pris i tävlingen om stadsplan för Bergen i Norge och året därpå tilldelades han och Hugo Jahnke första inköpspris för ett gemensamt förslag om Götaplatsens ordnande. Tillsammans med arkitektkollegorna Arvid Fuhre, Conny Nyquist och Jahnke vann Samuelson 1921 förstapriset i en tävling om utformningen av nya lokaler för Chalmers tekniska högskola, av vilka dock bara en första etapp kom att genomföras.
Av hans verk kan nämnas stationshuset i Burgsvik på Gotland (1907), Villa Ekman i Lorensbergs villastad (1918), Göteborgs Lagerhus vid Heurlins plats (1920) och radhus vid Fågelfängaregatan i Göteborg (1921).

## Bildgalleri

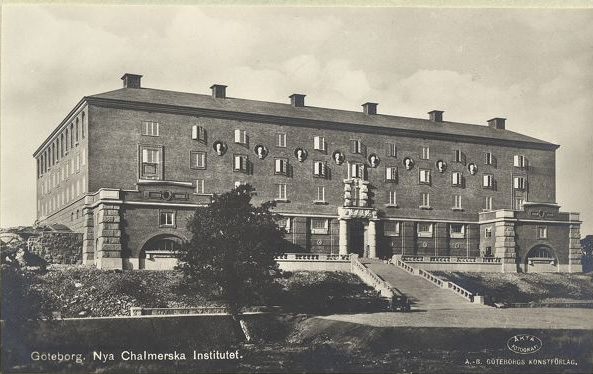
Chalmers tekniska institut, Göteborg
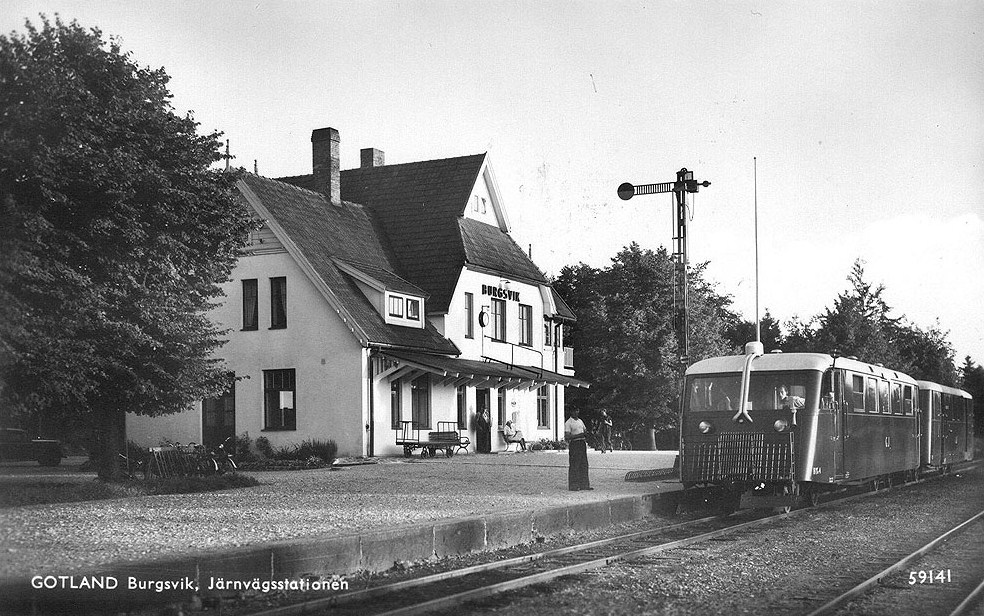
Burgsviks station på Gotland med Hilding Carlsson-rälsbuss. Fotot taget 1945–1947
Göteborgs Lagerhus, sett från Rosenlundskanalen.